# Lawrence Dixon
Lawrence W. 'Beau' Dixon (Chillicothe, Ohio, 5 september 1895 - Chicago, 1970) was een Amerikaanse jazzmuzikant. Hij speelde gitaar en banjo en was arrangeur.

## Biografie
Dixon was afkomstig uit een muzikale familie. Hij werkte vanaf 1924 in Columbus, bij Sammy Stewart's Ten Knights of Syncopation, waarmee hij opnames maakte voor Paramount. In Chicago was hij actief bij Vance Dixon's Jazz Maniacs (1926/27), Fess Williams (1928), Dave Peyton, Paul Jordan, Clarence Moore en Grant Williams (1930). Van 1931 tot 1937 speelde hij eerst als banjospeler en later als (ritme-)gitarist bij Earl Hines, waarvoor hij af en toe tevens werkte als arrangeur ('Cavernism' en 'Bubbling Over'). Midden jaren '50 werd hij lid van Franz Jackson and the Original Jass All Stars, waarmee hij tot in de late jaren zestig optrad. In de jazz speelde hij tussen 1924 en 1966 mee op 25 opnamesessies. Hij overleed na een lang ziekbed in Michael Reese Hospital.